# Witali Semjonowitsch Saikow

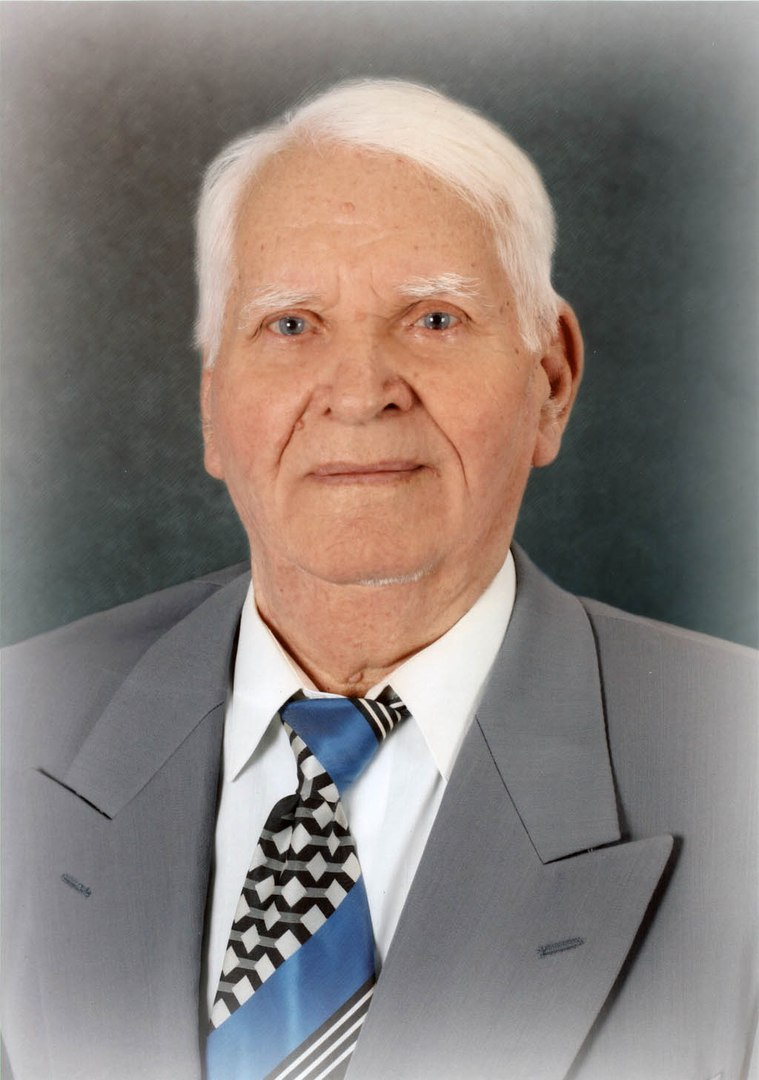
Witali Semjonowitsch Saikow

Witali Semjonowitsch Saikow (russisch Виталий Семёнович Зайков; * 19. Mai 1924 im Dorf Borowaja, Rajon Kamyschlow; † 14. März 2020 in Jewpatorija) war ein sowjetisch-russischer Bildhauer.

## Leben
Saikow, Sohn eines Kronstädter Matrosen, trat 1941 in den Komsomol ein und begann das Studium an der Swerdlowsker Kunstschule (1988 nach Iwan Dmitrijewitsch Schadr benannt). Im Deutsch-Sowjetischen Krieg, als der Lehrbetrieb an der Kunstschule zeitweise eingestellt war, meldete er sich 1942 als Freiwilliger für die Front. Nach der Ausbildung in der Wassilkow-Militärfliegerschule in der Oblast Tscheljabinsk war er Il-2-Flugzeugmechaniker an der Leningrader Front.
Nach Kriegsende und Demobilisierung kehrte Saikow an die Swerdlowsker Kunstschule zurück. Das Studium schloss er 1948 ab. Dann studierte er in Leningrad bei Wsewolod Wsewolodowitsch Lischew an der nach Ilja Jefimowitsch Repin benannten Kunstakademie (Abschluss 1954). Seine Diplomarbeit Der Hammerwerfer, für die der Skispringer Wladimir Pawlowitsch Beloussow Modell stand, verteidigte er mit Auszeichnung.
Ab 1954 lebte und arbeitete Saikow in Tscheljabinsk. 1955 wurde er Mitglied der Künstler-Union der UdSSR. 1957 schuf er die Skulptur Uraler Legende nach einer Legende Pawel Petrowitsch Baschows. Held der Legende ist ein Riese, der der erste Schmied des Urals war. Die Skulptur wurde auf der Republikkunstausstellung Sowjetrussland in Moskau ausgestellt und wurde auf der Allunionsjubiläumskunstausstellung mit einem Diplom I. Klasse ausgezeichnet. 1966–1967 errichtete er mit dem Architekten Jewgeni Wiktorowitsch Alexandrow das Denkmal Uraler Legende auf dem Tscheljabinsker Bahnhofsplatz.
Ab 1966 arbeitete Saikow in Jewgeni Wiktorowitsch Wutschetitschs Gruppe in Wolgograd. Zunächst arbeitete Saikow an der Gedenkstätte auf dem Mamajew-Hügel mit der Mutter-Heimat-Statue mit, die 1967 mit dem leitenden Architekten Jakow Borissowitsch Belopolski und dem leitenden Ingenieur Nikolai Wassiljewitsch Nikitin fertiggestellt wurde. Dann schuf Saikow Denkmäler und Skulpturen in Wolgograd.
1972 kehrte Saikow nach Tscheljabinsk zurück. Er wurde zum Vorsitzenden des Kunstrats der Tscheljabinsker Abteilung des Kunstfonds der RSFSR des Kunstproduktionskombinats gewählt sowie zum Sekretär der KPdSU-Organisation der Tscheljabinsker Organisation der Künstler-Union der RSFSR.
Ab 1983 lebte Saikow in Jewpatorija. Er schuf Denkmäler und Skulpturen auf dem gesamten Gebiet der Krim. Regelmäßig führte er seine persönlichen Ausstellungen in den Städten der Krim durch. Zusammen mit dem Bildhauer Alexei Jegorowitsch Schmakow beteiligte er sich am Aufbau der Ausstellung des von dem Bildhauer L. P. Sacharow 2007 gegründeten privaten Freilichtmuseums für Weltskulptur und angewandte Kunst in Jewpatorija. 2015 wurden Werke Saikows auf der internationalen Kunstausstellung zum 70. Jahrestag des Sieges über Deutschland in Moskau gezeigt. 2016 waren Werke Saikows auf der Ausstellung zum 75. Jahrestag der Künstler-Union der Krim in Moskau zu sehen.
Werke Saikows befinden sich im Staatlichen Museums- und Ausstellungszentrum ROSsISO in Moskau, im Forschungsmuseum der Russischen Kunstakademie in St. Petersburg, im Staatlichen Museum der Oblast Tscheljabinsk, im Kunstmuseum Simferopol, im Kunstmuseum Jewpatorija und in anderen Museen und Sammlungen.

## Ehrungen, Preise
- Medaille „Sieg über Deutschland“
- Verdienter Künstler der RSFSR (1963)
- Medaille „Veteran der Arbeit“
- Preis für Bildende Kunst der Autonomen Republik Krim für eine Skulptur in der Gedenkstätte Krasnaja Gorka in Jewpatorija (2010)[9]
- Ehrenbürger der Stadt Jewpatorija (2018)[10]

## Werke

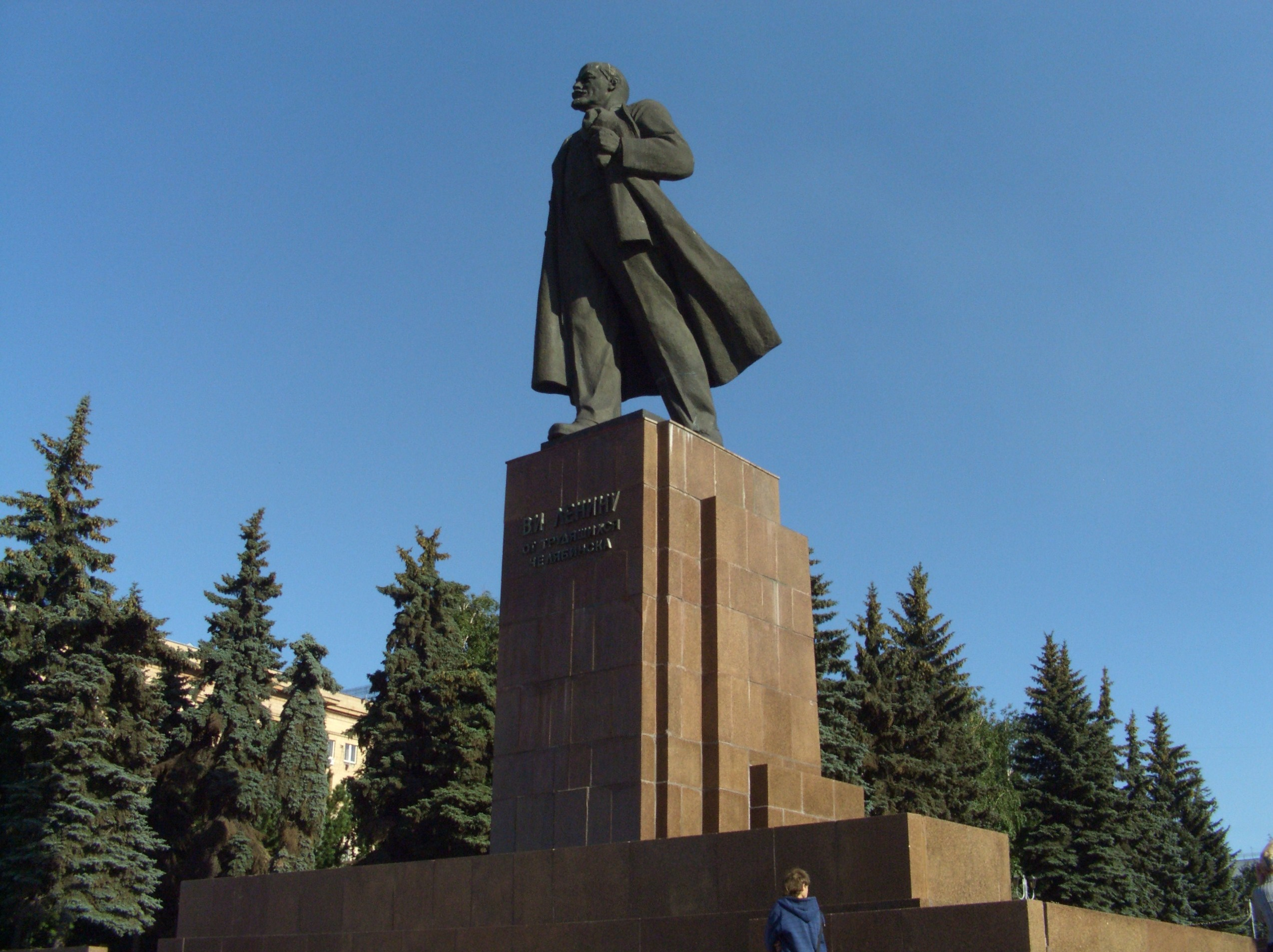
Lenindenkmal (1959 zusammen mit dem Bildhauer L. N. Golownizki und dem Architekten J. W. Alexandrow), Tscheljabinsk
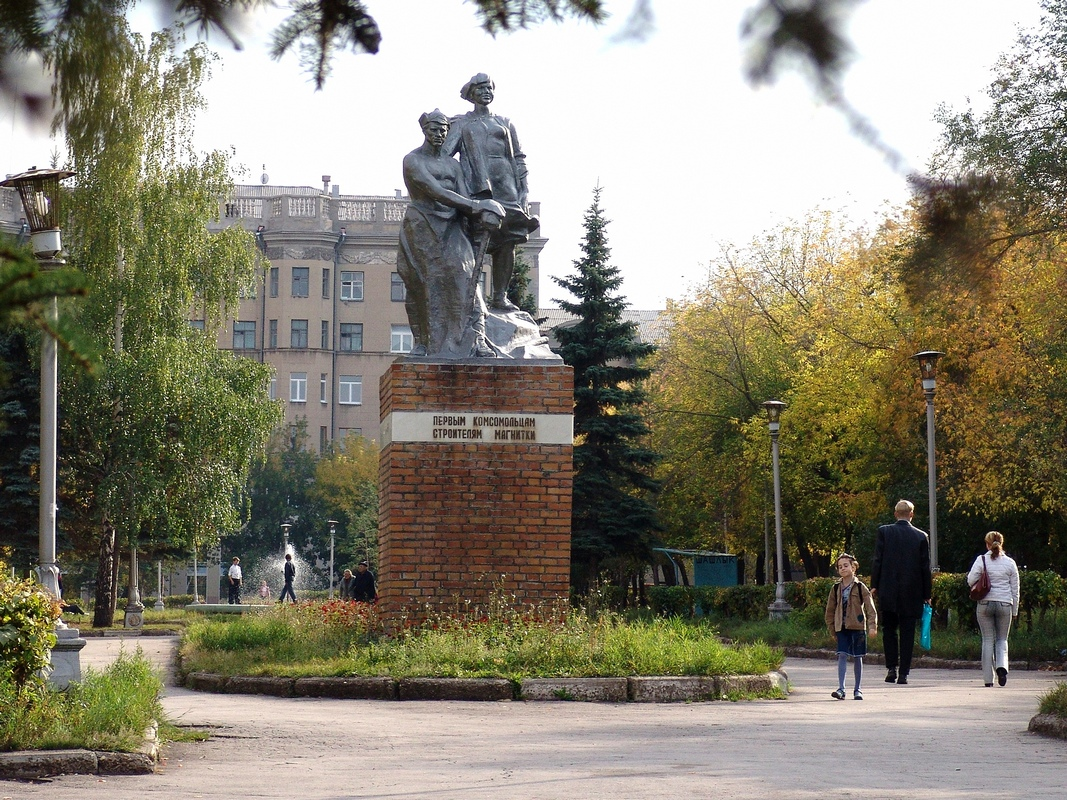
Denkmal für die ersten Komsomolzen, die Magnitka erbauten (1963), Magnitogorsk
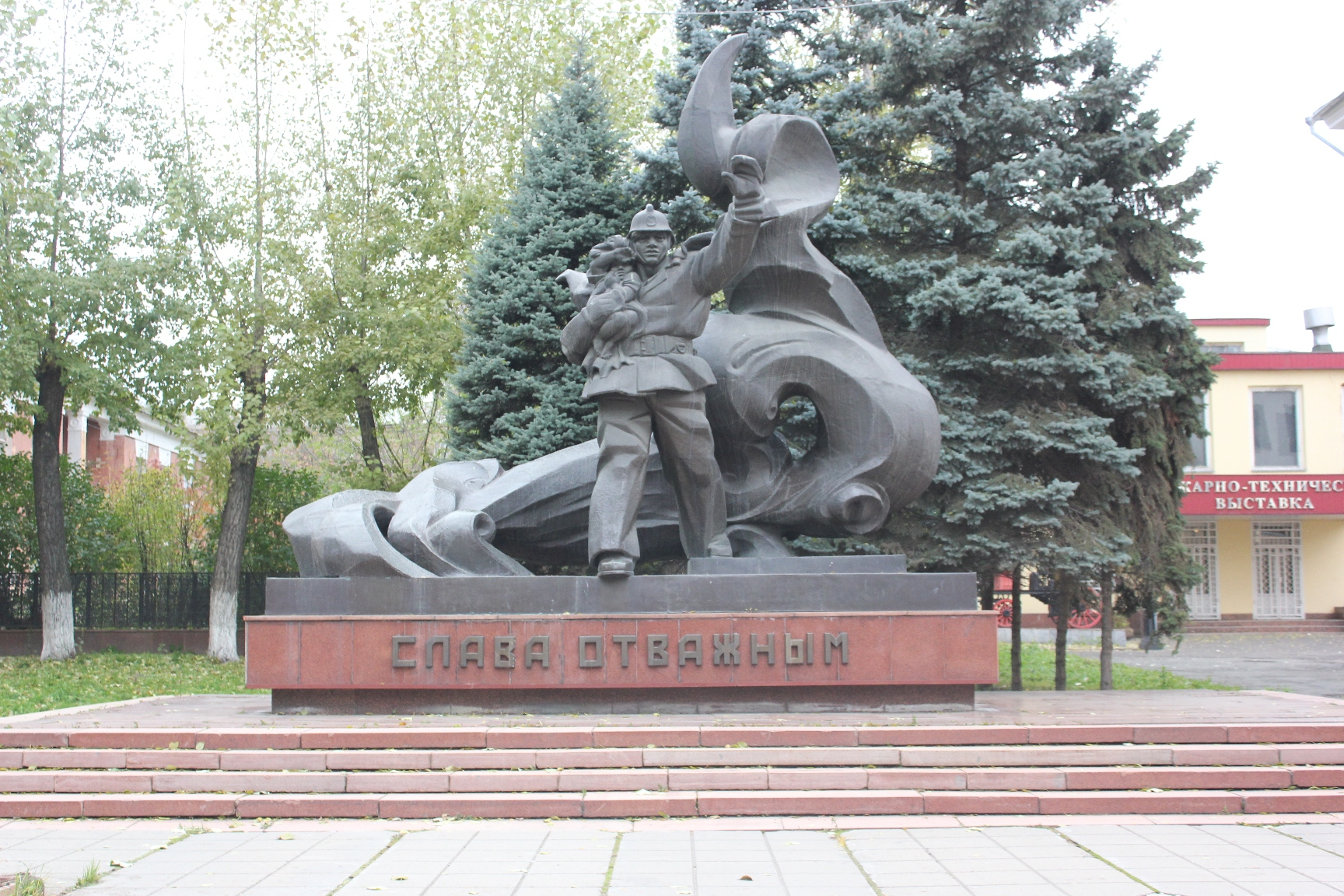
Denkmal für die Feuerwehrmänner (1983 mit J. W. Alexandrow), Tscheljabinsk